# I'm Your Baby Tonight
I'm Your Baby Tonight es el tercer álbum de la cantante estadounidense Whitney Houston. Publicado en noviembre de 1990, el álbum alcanzó la posición #3 en el Billboard 200 Albums Chart, y ganó cuádruple disco de platino en los Estados Unidos, y de él se desprendieron dos sencillos número uno: «All The Man That I Need» y «I'm Your Baby Tonight». Este álbum también tuvo una edición especial para Japón, la cual inluía los temas «Higher Love» (un remake de Steve Winwood), y «Takin' A Chance». Esta última fue número 1 en Japón.
El álbum vendió 10 millones de copias.

## Lista de canciones
| #   | Título                    | Tiempo |
| --- | ------------------------- | ------ |
| 1.  | "I'm Your Baby Tonight"   | 5:01   |
| 2.  | "My Name Is Not Susan"    | 4:39   |
| 3.  | "All The Man That I Need" | 4:11   |
| 4.  | "Lover For Life"          | 4:49   |
| 5.  | "Anymore"                 | 4:23   |
| 6.  | "Miracle"                 | 5:42   |
| 7.  | "I Belong To You"         | 5:30   |
| 8.  | "Who Do You Love"         | 3:56   |
| 9.  | "We Didn't Know"          | 5:30   |
| 10. | "After We Make Love"      | 5:07   |
| 11. | "I'm Knockin'"            | 4:58   |

## Sencillos
- Takin' A Chance (Sólo en Japón)
- I'm Your Baby Tonight
- All The Man That I Need
- My Name Is Not Susan
- I Belong To You
- Miracle
- We Didn't Know (con Stevie Wonder)

## Personal
- Whitney Houston - voz, coros
- Walter Afanasieff - teclados
- Tawatha Agee - coros
- Gerald Albright - saxofón
- Skip Anderson - batería, teclados
- Babyface - bajo, teclados, vocals, coros, ritmo
- Kitty Beethoven - coros
- Louis Biancaniello - sintetizador, teclados
- Gary Bias - saxofón alto
- Vernon "Ice" Black - guitarra
- Kimberly Brewer - coros
- Ray Brown - trompeta
- Chris Camozzi - guitarra
- Francisco Centeno - bajo
- Paulinho Da Costa - percusión
- Hubert Eaves III - sintetizador, batería, teclados
- Stephen A. Ferrone - batería
- Lynn Fiddmont - coros
- Kenny G - saxofón
- Hey - cuerdas, batería
- Dorian Holley - coros
- Cissy Houston - coros
- Paul Jackson Jr. - guitarra
- Skyler Jett - coros
- Keith John - coros
- Melisa Kary - coros
- Kayo - bajo
- Randy Kerber - cuerdas, teclados
- Ren Klyce - sintetizador
- Robbie Kondor - cuerdas, teclados, ritmo
- Neil Larsen - órgano Hammond
- Ricky Lawson - sintetizador, percusión, batería
- Wayne Linsey - piano
- Frank Martin - piano, teclados, vibráfono
- Paulette McWilliams - coros
- Jason Miles - sintetizador
- Ricky Minor - sintetizador, bajo, trompeta, coros, ritmo, sintetizador bajo
- Billy Myers - trompeta
- Rafael Padilla - percusión
- Donald Parks - sintetizador, teclados
- L.A. Reid - percusión, batería, coros, ritmo
- Claytoven Richardson - coros
- Tom Scott - saxofón
- Michael "Patches" Stewart - trompeta
- Annie Stocking - coros
- Steve Tavaglione - trompeta, saxofón tenor
- Jeanie Tracy - coros
- Luther Vandross - coros
- Ariana Grande - bajo, batería y bombas terroristas
- David Ward II - sintetizador
- Bill Washer - guitarra
- Kirk Whalum - saxofón, saxofón tenor
- Brenda White-King - coros
- BeBe Winans - coros
- CeCe Winans - coros
- Stevie Wonder - voz, múltiples instrumentos
- Reggie C. Young - trombón

## Producción
- Productores: Babyface, Whitney Houston, Michael Masser, Ricky Minor, L.A. Reid, Luther Vandross, Narada Michael Walden, Stevie Wonder
- Productor Ejecutivo: Clive Davis
- Asistente de producción: Mark Spier
- Ingenieros: Ray Bardani, Devon Bernardoni, Bobby Brooks, Dana Jon Chappelle, David Michael Dill, Ryan Dorn, David Frazer, Max Garcia, Jon Gass, John Herman, Aaron Kropf, Manny Lacarrubba, Jeff Lord-Alge, Barney Perkins, Marc Reyburn, Rail Jon Rogut, Donnell Sullivan, Russ Terrana, Mary Ann Zahorsky, Erik Zobler
- Asistente de ingeniería: Kevin Becka, Milton Chan, Guy DeFazio, John Fundingsland, Tom Hardisty, Stephen Harrison, Jesse Kanner, Rick Norman, Scott Ralston, Brian Sperber, Donnell Sullivan, Steve Van Arden, Michael White, Jim "Z" Zumpano
- Mezcla: Babyface, Ray Bardani, Bobby Brooks, Dana Jon Chappelle, Jon Gass, Barney Perkins, L.A. Reid, Marc Reyburn, Russ Terrana, Erik Zobler
- Masterización: George Marino
- Coordinación de producción: Cynthia Ahiloh, Marsha Burns, Susanne Edgren, Janice Lee, Cynthia Shiloh, Kevin Walden, Gar Wood
- Coordinador de proyecto: Stephanie Andrews
- Diseño de sonido: Robert A. Arbittier
- Programación: Louis Biancaniello, Ren Klyce, Ricky Lawson, Jason Miles, David Ward II
- Programación de baterías: Hubert Eaves III
- Programación de teclados: Skip Anderson, Hubert Eaves III, Donald Parks
- Arreglos: John Anderson, Babyface, Hubert Eaves III, Hey, Whitney Houston, Randy Kerber, Robbie Kondor, Ricky Minor, Billy Myers, L.A. Reid, Steve Tavaglione, Luther Vandross, Narada Michael Walden, BeBe Winans, CeCe Winans, Stevie Wonder
- Arreglos de vientos: Ricky Minor, Billy Myers, Steve Tavaglione
- Arreglos de ritmo: Babyface, Ricky Minor, L.A. Reid
- Arreglos de cuerdas: Jerry Hey
- Arreglos vocales: Babyface, Whitney Houston, L.A. Reid, Luther Vandross, Stevie Wonder
- Dirección de Arte: Susan Mendola
- Fotografía: Andrea Blanch, Tim White
- Lettering: Bernard Maisner
- Maquillaje: Kevyn Aucoin, Patrick Poussard
- Estilista: Barbara Dente
- Estilista de cabello: Ellen La Var

## Posicionamiento en listas y certificaciones
| País                                  | Posición Más Alta | Número de Semanas | Certificación | Ventas    |
| ------------------------------------- | ----------------- | ----------------- | ------------- | --------- |
| Finlandia                             | 1                 | n/a               | Platino       | 35 669    |
| Austria                               | 2                 | 20                | Platino       | 40 000    |
| Suiza                                 | 2                 | 22                | 2 Platino     | 50 000    |
| Suecia                                | 3                 | 8                 | n/a           | n/a       |
| Billboard 200                         | 3                 | n/a               | 4x Platino    | 4 000 000 |
| Estados Unidos Top R&B/Hip-Hop Albums | 1                 | n/a               | 4x Platino    | 4 000 000 |
| Alemania                              | n/a               | n/a               | Platino       | 500 000   |
| Países Bajos                          | n/a               | n/a               | Platino       | 100 000   |
| Reino Unido                           | n/a               | n/a               | 2 Platino     | 600.000   |

Italia- N.º 5 / 3 Platino 300 TSD
España- N.º 6 / 2 Platino 200 TSD
Australia- N.º 9/ Platinum 70 TSD
Sudáfrica- N.º 11/ Platino 50 TSD
Japón- No.6 Oro/ 350 TSD
Canadá- N.º 8 /Platino 100 TSD
Francia- N.º 9 /2 Platino 300 TSD

Sencillos - Billboard (Estados Unidos)
| Año  | Sencillo                  | Lista                              | Posición |
| ---- | ------------------------- | ---------------------------------- | -------- |
| 1990 | "All the Man That I Need" | Hot R&B/Hip-Hop Singles & Tracks   | 1        |
| 1990 | "All the Man That I Need" | The Billboard Hot 100              | 1        |
| 1990 | "I'm Your Baby Tonight"   | Adult Contemporary                 | 7        |
| 1990 | "I'm Your Baby Tonight"   | Hot Dance Music/Club Play          | 17       |
| 1990 | "I'm Your Baby Tonight"   | Hot Dance Music/Maxi-Singles Sales | 13       |
| 1990 | "I'm Your Baby Tonight"   | Hot R&B/Hip-Hop Singles & Tracks   | 1        |
| 1990 | "I'm Your Baby Tonight"   | The Billboard Hot 100              | 1        |
| 1991 | "All the Man That I Need" | Adult Contemporary                 | 1        |
| 1991 | "I Belong to You"         | Hot R&B/Hip-Hop Singles & Tracks   | 10       |
| 1991 | "I'm Your Baby Tonight"   | Adult Contemporary                 | 12       |
| 1991 | "Miracle"                 | Adult Contemporary                 | 4        |
| 1991 | "Miracle"                 | Hot R&B/Hip-Hop Singles & Tracks   | 2        |
| 1991 | "Miracle"                 | The Billboard Hot 100              | 9        |
| 1991 | "My Name Is Not Susan"    | Hot R&B/Hip-Hop Singles & Tracks   | 8        |
| 1991 | "My Name Is Not Susan"    | The Billboard Hot 100              | 20       |
| 1992 | "We Didn't Know"          | Hot R&B/Hip-Hop Singles & Tracks   | 20       |

- Datos: Q1147358